# Фельдман, Иосиф Исаакович
Иосиф Исаакович Фельдман (укр. Йосиф Ісакович Фельдман; 1915—1941) — украинский советский писатель-прозаик.

## Биография
Иосиф Фельдман родился 23 марта 1915 года в местечке Шумячи (ныне Смоленская область России) в семье служащего. Окончил неполную среднюю школу. Учился в сельскохозяйственном техникуме, но не окончил его. Переехал в Харьков, где работал на Харьковском паровозостроительном заводе. Там он в 1931 году окончил школу фабрично-заводского ученичества и вступил в Комсомол. Работал секретарём журнала «Пионерия», затем в радиокомитете. В 1938 году вступил в КПСС. В 1940 году переехал во Львов. Состоял в Союзе писателей.
После начала Великой Отечественной войны ушёл на фронт. Служил политруком, был ответственным секретарём дивизионной газеты. Погиб в сентябре 1941 года в Битве за Киев.

## Сочинения
- Радість (Колгоспні новели). X., «Укр. робітник», 1934. 42 стор. 4500 пр.
- Гарячі серця. Новели. К. — X., Держлітвидав, 1935. 56 стор. 10 000 пр.
- Таращанський полк [Збірка оповідань і нарисів]. К., Держлітвидав, 1940. 96 стор.
- Партизанська люлька. Оповідання. [Передмова I. Шутова]. X., Кн. вид-во, 1962. 127 стор. з іл.; 1 л. портр. 7500 пр.